# 柳葉刀

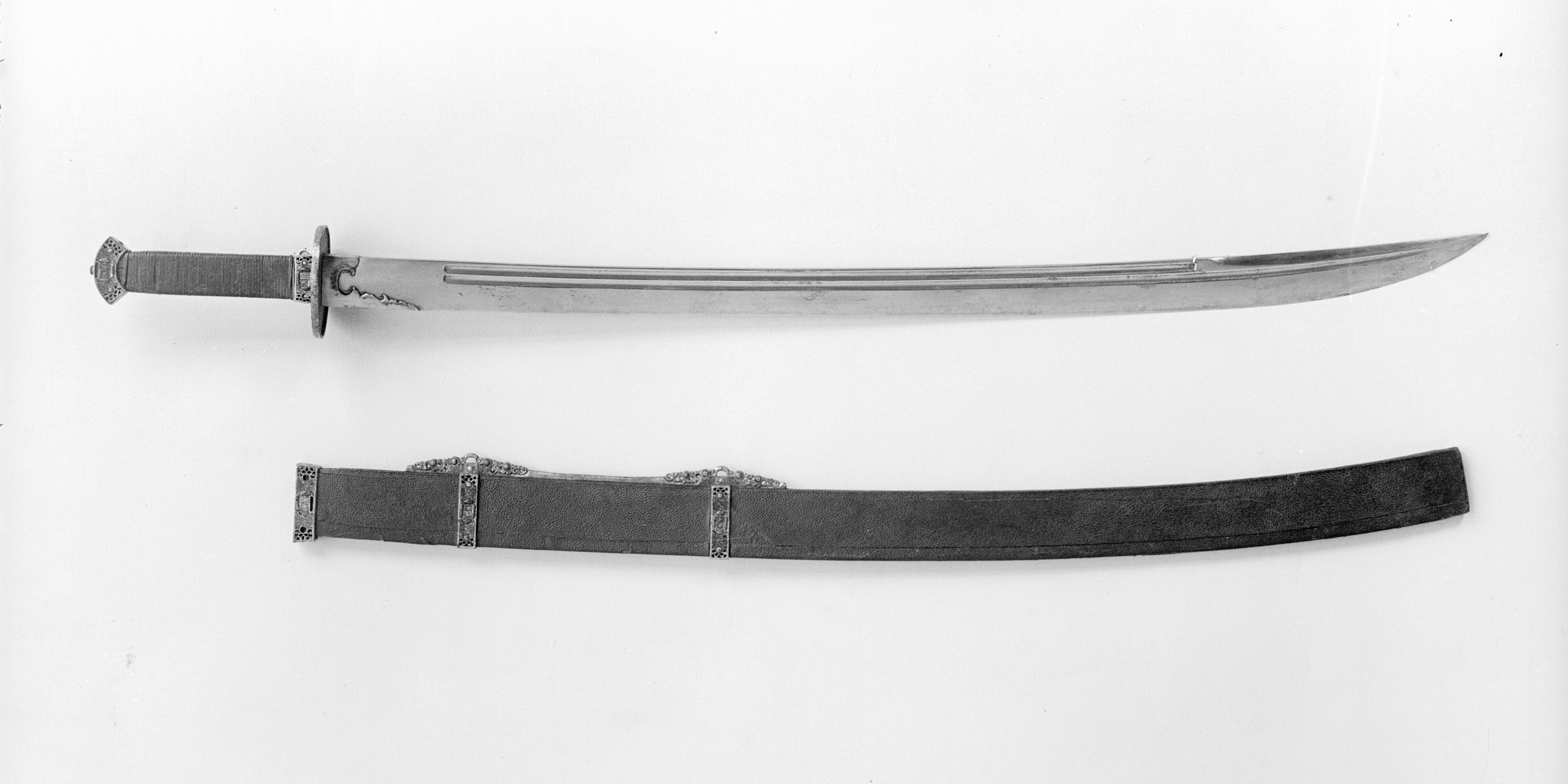
17〜18世紀の柳葉刀（異説あり）

柳葉刀（りゅうようとう）とは、中国武術で使用される中国刀の一種。分類的には、「短兵」と呼ばれる剣、刀、斧、錘、鞭、鉤などの片手持ちの武器の中でもっとも有名なものといえる。
片刃で湾曲した片手刀で、日本刀などに比べ、刃の幅が非常に広い。
重量と遠心力をつけ斬りつけることにより威力を発揮する。
この型式の刀剣を、日本では（特に漫画やゲームなどのフィクションで）「青龍刀」と呼称されるが、厳密には青龍刀とは、薙刀に似た長い柄の先に青龍の刻まれた大刀である青龍偃月刀を指す。